# Unicodeblock Kannada
Der Unicodeblock Kannada (U+0C80 bis U+0CFF) enthält die Kannada-Schrift, in der außer der gleichnamigen Sprache auch Konkani, Tulu und Kodava geschrieben werden.

## Tabelle
| Unicodenummer | Zeichen (400 %) | Kategorie                               | Bidirektionale Klasse       | Offizielle Bezeichnung                      | Beschreibung                                        |
| ------------- | --------------- | --------------------------------------- | --------------------------- | ------------------------------------------- | --------------------------------------------------- |
| U+0C80 (3200) | ಀ               | anderer Buchstabe, Silbe oder Ideogramm | links nach rechts           | KANNADA SIGN SPACING CANDRABINDU            | Modifizierendes Kannada-Zeichen Candrabindu         |
| U+0C81 (3201) | ಁ                | Markierung ohne Extrabreite             | Markierung ohne Extrabreite | KANNADA SIGN CANDRABINDU                    | Kannada-Zeichen Candrabindu                         |
| U+0C82 (3202) | ಂ                | Markierung mit Extrabreite              | links nach rechts           | KANNADA SIGN ANUSVARA                       | Kannada-Zeichen Anusvara                            |
| U+0C83 (3203) | ಃ                | Markierung mit Extrabreite              | links nach rechts           | KANNADA SIGN VISARGA                        | Kannada-Zeichen Visarga                             |
| U+0C84 (3204) | ಄               | andere Interpunktion                    | links nach rechts           | KANNADA SIGN SIDDHAM                        | Kannada-Zeichen Siddham                             |
| U+0C85 (3205) | ಅ               | anderer Buchstabe, Silbe oder Ideogramm | links nach rechts           | KANNADA LETTER A                            | Kannada-Buchstabe A                                 |
| U+0C86 (3206) | ಆ               | anderer Buchstabe, Silbe oder Ideogramm | links nach rechts           | KANNADA LETTER AA                           | Kannada-Buchstabe Aa                                |
| U+0C87 (3207) | ಇ               | anderer Buchstabe, Silbe oder Ideogramm | links nach rechts           | KANNADA LETTER I                            | Kannada-Buchstabe I                                 |
| U+0C88 (3208) | ಈ               | anderer Buchstabe, Silbe oder Ideogramm | links nach rechts           | KANNADA LETTER II                           | Kannada-Buchstabe Ii                                |
| U+0C89 (3209) | ಉ               | anderer Buchstabe, Silbe oder Ideogramm | links nach rechts           | KANNADA LETTER U                            | Kannada-Buchstabe U                                 |
| U+0C8A (3210) | ಊ               | anderer Buchstabe, Silbe oder Ideogramm | links nach rechts           | KANNADA LETTER UU                           | Kannada-Buchstabe Uu                                |
| U+0C8B (3211) | ಋ               | anderer Buchstabe, Silbe oder Ideogramm | links nach rechts           | KANNADA LETTER VOCALIC R                    | Kannada-Buchstabe vokalisches R                     |
| U+0C8C (3212) | ಌ               | anderer Buchstabe, Silbe oder Ideogramm | links nach rechts           | KANNADA LETTER VOCALIC L                    | Kannada-Buchstabe vokalisches L                     |
| U+0C8E (3214) | ಎ               | anderer Buchstabe, Silbe oder Ideogramm | links nach rechts           | KANNADA LETTER E                            | Kannada-Buchstabe E                                 |
| U+0C8F (3215) | ಏ               | anderer Buchstabe, Silbe oder Ideogramm | links nach rechts           | KANNADA LETTER EE                           | Kannada-Buchstabe Ee                                |
| U+0C90 (3216) | ಐ               | anderer Buchstabe, Silbe oder Ideogramm | links nach rechts           | KANNADA LETTER AI                           | Kannada-Buchstabe Ai                                |
| U+0C92 (3218) | ಒ               | anderer Buchstabe, Silbe oder Ideogramm | links nach rechts           | KANNADA LETTER O                            | Kannada-Buchstabe O                                 |
| U+0C93 (3219) | ಓ               | anderer Buchstabe, Silbe oder Ideogramm | links nach rechts           | KANNADA LETTER OO                           | Kannada-Buchstabe Oo                                |
| U+0C94 (3220) | ಔ               | anderer Buchstabe, Silbe oder Ideogramm | links nach rechts           | KANNADA LETTER AU                           | Kannada-Buchstabe Au                                |
| U+0C95 (3221) | ಕ               | anderer Buchstabe, Silbe oder Ideogramm | links nach rechts           | KANNADA LETTER KA                           | Kannada-Buchstabe Ka                                |
| U+0C96 (3222) | ಖ               | anderer Buchstabe, Silbe oder Ideogramm | links nach rechts           | KANNADA LETTER KHA                          | Kannada-Buchstabe Kha                               |
| U+0C97 (3223) | ಗ               | anderer Buchstabe, Silbe oder Ideogramm | links nach rechts           | KANNADA LETTER GA                           | Kannada-Buchstabe Ga                                |
| U+0C98 (3224) | ಘ               | anderer Buchstabe, Silbe oder Ideogramm | links nach rechts           | KANNADA LETTER GHA                          | Kannada-Buchstabe Gha                               |
| U+0C99 (3225) | ಙ               | anderer Buchstabe, Silbe oder Ideogramm | links nach rechts           | KANNADA LETTER NGA                          | Kannada-Buchstabe Nga                               |
| U+0C9A (3226) | ಚ               | anderer Buchstabe, Silbe oder Ideogramm | links nach rechts           | KANNADA LETTER CA                           | Kannada-Buchstabe Ca                                |
| U+0C9B (3227) | ಛ               | anderer Buchstabe, Silbe oder Ideogramm | links nach rechts           | KANNADA LETTER CHA                          | Kannada-Buchstabe Cha                               |
| U+0C9C (3228) | ಜ               | anderer Buchstabe, Silbe oder Ideogramm | links nach rechts           | KANNADA LETTER JA                           | Kannada-Buchstabe Ja                                |
| U+0C9D (3229) | ಝ               | anderer Buchstabe, Silbe oder Ideogramm | links nach rechts           | KANNADA LETTER JHA                          | Kannada-Buchstabe Jha                               |
| U+0C9E (3230) | ಞ               | anderer Buchstabe, Silbe oder Ideogramm | links nach rechts           | KANNADA LETTER NYA                          | Kannada-Buchstabe Nya                               |
| U+0C9F (3231) | ಟ               | anderer Buchstabe, Silbe oder Ideogramm | links nach rechts           | KANNADA LETTER TTA                          | Kannada-Buchstabe Tta                               |
| U+0CA0 (3232) | ಠ               | anderer Buchstabe, Silbe oder Ideogramm | links nach rechts           | KANNADA LETTER TTHA                         | Kannada-Buchstabe Ttha                              |
| U+0CA1 (3233) | ಡ               | anderer Buchstabe, Silbe oder Ideogramm | links nach rechts           | KANNADA LETTER DDA                          | Kannada-Buchstabe Dda                               |
| U+0CA2 (3234) | ಢ               | anderer Buchstabe, Silbe oder Ideogramm | links nach rechts           | KANNADA LETTER DDHA                         | Kannada-Buchstabe Ddha                              |
| U+0CA3 (3235) | ಣ               | anderer Buchstabe, Silbe oder Ideogramm | links nach rechts           | KANNADA LETTER NNA                          | Kannada-Buchstabe Nna                               |
| U+0CA4 (3236) | ತ               | anderer Buchstabe, Silbe oder Ideogramm | links nach rechts           | KANNADA LETTER TA                           | Kannada-Buchstabe Ta                                |
| U+0CA5 (3237) | ಥ               | anderer Buchstabe, Silbe oder Ideogramm | links nach rechts           | KANNADA LETTER THA                          | Kannada-Buchstabe Tha                               |
| U+0CA6 (3238) | ದ               | anderer Buchstabe, Silbe oder Ideogramm | links nach rechts           | KANNADA LETTER DA                           | Kannada-Buchstabe Da                                |
| U+0CA7 (3239) | ಧ               | anderer Buchstabe, Silbe oder Ideogramm | links nach rechts           | KANNADA LETTER DHA                          | Kannada-Buchstabe Dha                               |
| U+0CA8 (3240) | ನ               | anderer Buchstabe, Silbe oder Ideogramm | links nach rechts           | KANNADA LETTER NA                           | Kannada-Buchstabe Na                                |
| U+0CAA (3242) | ಪ               | anderer Buchstabe, Silbe oder Ideogramm | links nach rechts           | KANNADA LETTER PA                           | Kannada-Buchstabe Pa                                |
| U+0CAB (3243) | ಫ               | anderer Buchstabe, Silbe oder Ideogramm | links nach rechts           | KANNADA LETTER PHA                          | Kannada-Buchstabe Pha                               |
| U+0CAC (3244) | ಬ               | anderer Buchstabe, Silbe oder Ideogramm | links nach rechts           | KANNADA LETTER BA                           | Kannada-Buchstabe Ba                                |
| U+0CAD (3245) | ಭ               | anderer Buchstabe, Silbe oder Ideogramm | links nach rechts           | KANNADA LETTER BHA                          | Kannada-Buchstabe Bha                               |
| U+0CAE (3246) | ಮ               | anderer Buchstabe, Silbe oder Ideogramm | links nach rechts           | KANNADA LETTER MA                           | Kannada-Buchstabe Ma                                |
| U+0CAF (3247) | ಯ               | anderer Buchstabe, Silbe oder Ideogramm | links nach rechts           | KANNADA LETTER YA                           | Kannada-Buchstabe Ya                                |
| U+0CB0 (3248) | ರ               | anderer Buchstabe, Silbe oder Ideogramm | links nach rechts           | KANNADA LETTER RA                           | Kannada-Buchstabe Ra                                |
| U+0CB1 (3249) | ಱ               | anderer Buchstabe, Silbe oder Ideogramm | links nach rechts           | KANNADA LETTER RRA                          | Kannada-Buchstabe Rra                               |
| U+0CB2 (3250) | ಲ               | anderer Buchstabe, Silbe oder Ideogramm | links nach rechts           | KANNADA LETTER LA                           | Kannada-Buchstabe La                                |
| U+0CB3 (3251) | ಳ               | anderer Buchstabe, Silbe oder Ideogramm | links nach rechts           | KANNADA LETTER LLA                          | Kannada-Buchstabe Lla                               |
| U+0CB5 (3253) | ವ               | anderer Buchstabe, Silbe oder Ideogramm | links nach rechts           | KANNADA LETTER VA                           | Kannada-Buchstabe Va                                |
| U+0CB6 (3254) | ಶ               | anderer Buchstabe, Silbe oder Ideogramm | links nach rechts           | KANNADA LETTER SHA                          | Kannada-Buchstabe Sha                               |
| U+0CB7 (3255) | ಷ               | anderer Buchstabe, Silbe oder Ideogramm | links nach rechts           | KANNADA LETTER SSA                          | Kannada-Buchstabe Ssa                               |
| U+0CB8 (3256) | ಸ               | anderer Buchstabe, Silbe oder Ideogramm | links nach rechts           | KANNADA LETTER SA                           | Kannada-Buchstabe Sa                                |
| U+0CB9 (3257) | ಹ               | anderer Buchstabe, Silbe oder Ideogramm | links nach rechts           | KANNADA LETTER HA                           | Kannada-Buchstabe Ha                                |
| U+0CBC (3260) | ಼                | Markierung ohne Extrabreite             | Markierung ohne Extrabreite | KANNADA SIGN NUKTA                          | Kannada-Zeichen Nukta                               |
| U+0CBD (3261) | ಽ               | anderer Buchstabe, Silbe oder Ideogramm | links nach rechts           | KANNADA SIGN AVAGRAHA                       | Kannada-Vokalzeichen Avagraha                       |
| U+0CBE (3262) | ಾ                | Markierung mit Extrabreite              | links nach rechts           | KANNADA VOWEL SIGN AA                       | Kannada-Vokalzeichen Aa                             |
| U+0CBF (3263) | ಿ                | Markierung ohne Extrabreite             | links nach rechts           | KANNADA VOWEL SIGN I                        | Kannada-Vokalzeichen I                              |
| U+0CC0 (3264) | ೀ                | Markierung mit Extrabreite              | links nach rechts           | KANNADA VOWEL SIGN II                       | Kannada-Vokalzeichen Ii                             |
| U+0CC1 (3265) | ು                | Markierung mit Extrabreite              | links nach rechts           | KANNADA VOWEL SIGN U                        | Kannada-Vokalzeichen U                              |
| U+0CC2 (3266) | ೂ                | Markierung mit Extrabreite              | links nach rechts           | KANNADA VOWEL SIGN UU                       | Kannada-Vokalzeichen Uu                             |
| U+0CC3 (3267) | ೃ                | Markierung mit Extrabreite              | links nach rechts           | KANNADA VOWEL SIGN VOCALIC R                | Kannada-Vokalzeichen vokalisches R                  |
| U+0CC4 (3268) | ೄ                | Markierung mit Extrabreite              | links nach rechts           | KANNADA VOWEL SIGN VOCALIC RR               | Kannada-Vokalzeichen vokalisches Rr                 |
| U+0CC6 (3270) | ೆ                | Markierung ohne Extrabreite             | links nach rechts           | KANNADA VOWEL SIGN E                        | Kannada-Vokalzeichen E                              |
| U+0CC7 (3271) | ೇ                | Markierung mit Extrabreite              | links nach rechts           | KANNADA VOWEL SIGN EE                       | Kannada-Vokalzeichen Ee                             |
| U+0CC8 (3272) | ೈ                | Markierung mit Extrabreite              | links nach rechts           | KANNADA VOWEL SIGN AI                       | Kannada-Vokalzeichen Ai                             |
| U+0CCA (3274) | ೊ                | Markierung mit Extrabreite              | links nach rechts           | KANNADA VOWEL SIGN O                        | Kannada-Vokalzeichen O                              |
| U+0CCB (3275) | ೋ                | Markierung mit Extrabreite              | links nach rechts           | KANNADA VOWEL SIGN OO                       | Kannada-Vokalzeichen Oo                             |
| U+0CCC (3276) | ೌ                | Markierung ohne Extrabreite             | Markierung ohne Extrabreite | KANNADA VOWEL SIGN AU                       | Kannada-Vokalzeichen Au                             |
| U+0CCD (3277) | ್                | Markierung ohne Extrabreite             | Markierung ohne Extrabreite | KANNADA SIGN VIRAMA                         | Kannada-Zeichen Virama                              |
| U+0CD5 (3285) | ೕ                | Markierung mit Extrabreite              | links nach rechts           | KANNADA LENGTH MARK                         | Kannada-Längenzeichen                               |
| U+0CD6 (3286) | ೖ                | Markierung mit Extrabreite              | links nach rechts           | KANNADA AI LENGTH MARK                      | Kannada-Ai-Längenzeichen                            |
| U+0CDD (3293) | ೝ               | anderer Buchstabe, Silbe oder Ideogramm | links nach rechts           | KANNADA LETTER NAKAARA POLLU                | Kannada-Buchstabe Nakaara Pollu                     |
| U+0CDE (3294) | ೞ               | anderer Buchstabe, Silbe oder Ideogramm | links nach rechts           | KANNADA LETTER FA                           | Kannada-Buchstabe Fa                                |
| U+0CE0 (3296) | ೠ               | anderer Buchstabe, Silbe oder Ideogramm | links nach rechts           | KANNADA LETTER VOCALIC RR                   | Kannada-Buchstabe vokalisches Rr                    |
| U+0CE1 (3297) | ೡ               | anderer Buchstabe, Silbe oder Ideogramm | links nach rechts           | KANNADA LETTER VOCALIC LL                   | Kannada-Buchstabe vokalisches Ll                    |
| U+0CE2 (3298) | ೢ                | Markierung ohne Extrabreite             | Markierung ohne Extrabreite | KANNADA VOWEL SIGN VOCALIC L                | Kannada-Vokalzeichen vokalisches L                  |
| U+0CE3 (3299) | ೣ                | Markierung ohne Extrabreite             | Markierung ohne Extrabreite | KANNADA VOWEL SIGN VOCALIC LL               | Kannada-Vokalzeichen vokalisches Ll                 |
| U+0CE6 (3302) | ೦               | Dezimalziffer                           | links nach rechts           | KANNADA DIGIT ZERO                          | Kannada-Ziffer Null                                 |
| U+0CE7 (3303) | ೧               | Dezimalziffer                           | links nach rechts           | KANNADA DIGIT ONE                           | Kannada-Ziffer Eins                                 |
| U+0CE8 (3304) | ೨               | Dezimalziffer                           | links nach rechts           | KANNADA DIGIT TWO                           | Kannada-Ziffer Zwei                                 |
| U+0CE9 (3305) | ೩               | Dezimalziffer                           | links nach rechts           | KANNADA DIGIT THREE                         | Kannada-Ziffer Drei                                 |
| U+0CEA (3306) | ೪               | Dezimalziffer                           | links nach rechts           | KANNADA DIGIT FOUR                          | Kannada-Ziffer Vier                                 |
| U+0CEB (3307) | ೫               | Dezimalziffer                           | links nach rechts           | KANNADA DIGIT FIVE                          | Kannada-Ziffer Fünf                                 |
| U+0CEC (3308) | ೬               | Dezimalziffer                           | links nach rechts           | KANNADA DIGIT SIX                           | Kannada-Ziffer Sechs                                |
| U+0CED (3309) | ೭               | Dezimalziffer                           | links nach rechts           | KANNADA DIGIT SEVEN                         | Kannada-Ziffer Sieben                               |
| U+0CEE (3310) | ೮               | Dezimalziffer                           | links nach rechts           | KANNADA DIGIT EIGHT                         | Kannada-Ziffer Acht                                 |
| U+0CEF (3311) | ೯               | Dezimalziffer                           | links nach rechts           | KANNADA DIGIT NINE                          | Kannada-Ziffer Neun                                 |
| U+0CF1 (3313) | ೱ               | anderer Buchstabe, Silbe oder Ideogramm | links nach rechts           | KANNADA SIGN JIHVAMULIYA                    | Kannada-Zeichen Jihvamuliya                         |
| U+0CF2 (3314) | ೲ               | anderer Buchstabe, Silbe oder Ideogramm | links nach rechts           | KANNADA SIGN UPADHMANIYA                    | Kannada-Zeichen Upadhmaniya                         |
| U+0CF3 (3315) | ೳ                | Markierung mit Extrabreite              | links nach rechts           | KANNADA SIGN COMBINING ANUSVARA ABOVE RIGHT | Kannada-Zeichen kombinierendes Anusvara oben rechts |